# 崔蘭 (編劇)
崔蘭（韓語：최란），韓國電視劇編劇。

## 作品

### 電視劇
- 2008年：SBS《一枝梅》
- 2014年：SBS《神的禮物－14天》
- 2017年：ABC《那時那刻》（原作兼執行製作人）
- 2017年：OCN《Black》
- 2021年：tvN《Mouse》

## 外部連結
- NAVER搜索